# Cruztón, Venustiano Carranza
Cruztón är en ort i Mexiko.   Den ligger i kommunen Venustiano Carranza och delstaten Chiapas, i den sydöstra delen av landet, 800 km öster om huvudstaden Mexico City. Cruztón ligger 976 meter över havet och antalet invånare är 174.
Terrängen runt Cruztón är kuperad åt sydväst, men åt nordost är den bergig. Runt Cruztón är det ganska tätbefolkat, med 52 invånare per kvadratkilometer. Närmaste större samhälle är Venustiano Carranza, 12,1 km söder om Cruztón. Omgivningarna runt Cruztón är en mosaik av jordbruksmark och naturlig växtlighet.